# Opole Lubelskie
Opole Lubelskie (udtale: [ɔˈpɔlɛ luˈbɛlskʲɛ]) er en by og en kommune (Gmina) i det sydøstlige Polen i det tidligere Lillepolen. Den ligger i voivodskabet Lublin (Województwo lubelskie) og har 8.135(2021) indbyggere og et areal på	580 km². Den er administrationsby i powiatet (amt) Opole Lubelskie, og ligger 10 kilometer øst for floden Wisła.

## Historie
Den første trækirke i Opole Lubelskie blev sandsynligvis bygget i det 12. århundrede. I 1368 modtog Opole kommunale rettigheder, ved dekret fra kong Kasimir 3. af Polen Środa, hvilket blev bekræftet i dokumenter udstedt i 1419. I det 16. og 17. århundrede var Opole Lubelskie et af centrene for reformationen i Polen. Flere calvinister var aktive her. I 1625 blev der bygget et hospital uden for byen langs vejen til Sandomierz. Mellem 1663 og 1675 blev der opført en ny sognekirke, som stadig står. I midten af det 18. århundrede havde Opole Lubelskie fremgang, efter at Piarister kom hertil efter anmodning fra Jan Tarło, som også genopbyggede Słupecki-paladset (nu Lubomirski Palace) i barok stil.